# Hammarsjön, Blekinge
Hammarsjön är en sjö i Karlskrona kommun i Blekinge och ingår i Lyckebyåns huvudavrinningsområde. Sjön har en area på 0,105 kvadratkilometer och ligger 75,2 meter över havet.

## Delavrinningsområde
Hammarsjön ingår i det delavrinningsområde (623941-149459) som SMHI kallar för Utloppet av Stora Havsjön. Medelhöjden är 80 meter över havet och ytan är 8,23 kvadratkilometer. Det finns inga avrinningsområden uppströms utan avrinningsområdet är högsta punkten. Vattendraget som avvattnar avrinningsområdet har biflödesordning 2, vilket innebär att vattnet flödar genom totalt 2 vattendrag innan det når havet efter 13 kilometer. Avrinningsområdet består mestadels av skog (61 procent) och jordbruk (13 procent). Avrinningsområdet har 1,4 kvadratkilometer vattenytor vilket ger det en sjöprocent på 17 procent. Bebyggelsen i området täcker en yta av 0,08 kvadratkilometer eller 1 procent av avrinningsområdet.